# Steig

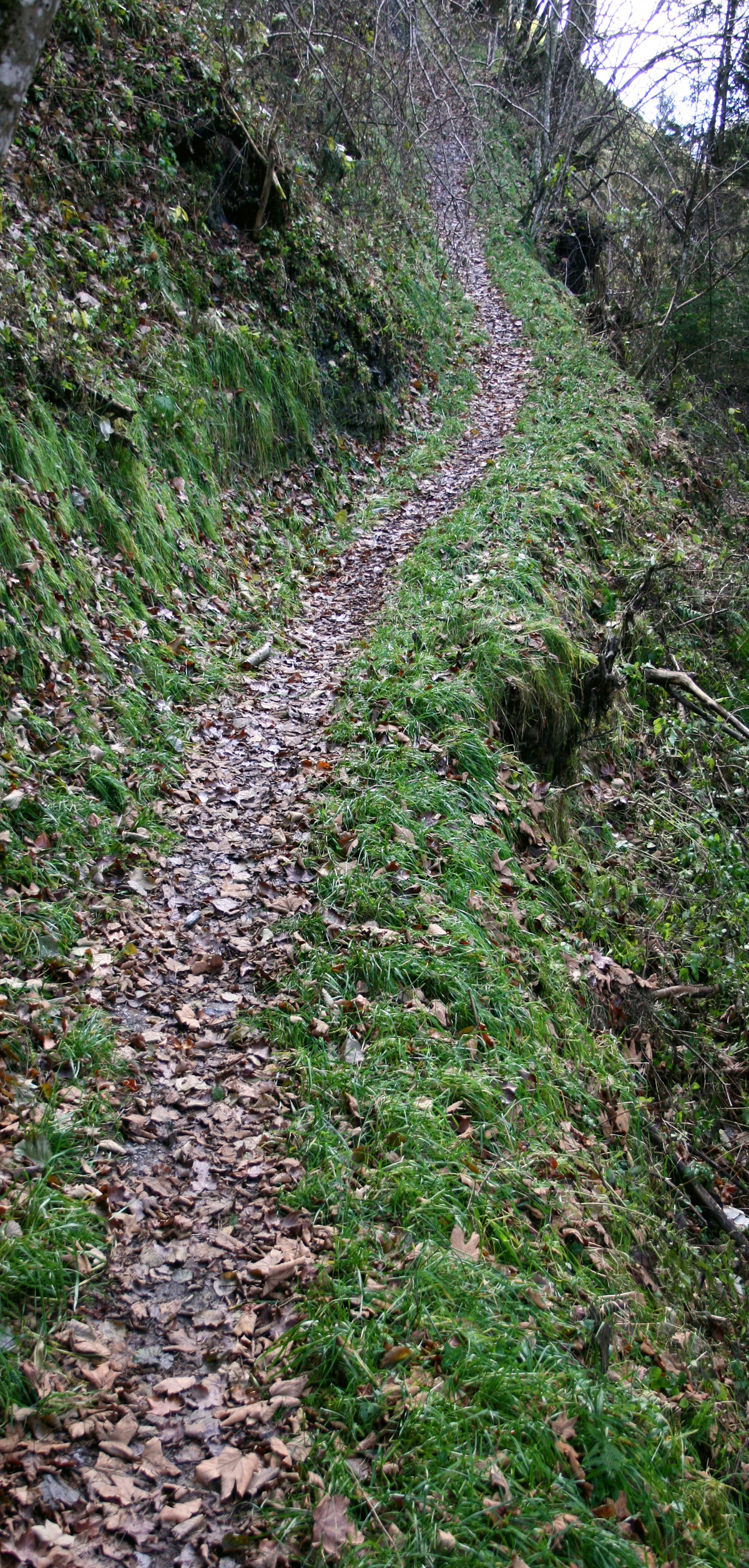
Steig bei Großarl

Ein Steig (niederdeutsch: Stieg) bezeichnet ursprünglich einen engen Weg über Anhöhen und Berge, der nicht von Fahrzeugen befahren werden kann. Heute wird Steig auch als Synonym für alle Arten von Fußwegen, wie z. B. in Bürgersteig, benutzt. Der Begriff Steig ist mit seinen mundartlichen Ableitungen in vielen Flurnamen wiederzufinden.

## Gebirgskletter- und Wanderweg
Steige im Gebirge verlaufen oft über ausgesetztes, steiniges Gelände und sind daher unebener als übliche Wanderwege. Ihr Begehen empfiehlt sich nur mit Bergschuhen oder hohen Sportschuhen, die über die Knöchel reichen sollten (Gefahr des „Umböckelns“ / Umknickens).
In Wanderkarten und in großmaßstäbigen Landkarten (etwa 1:50.000) sind Steige und Klettersteige meist kurz strichliert oder punktiert dargestellt, während breitere Wege als Signatur längere Striche (Karrenwege auch strich-punktierte) Signatur besitzen.
Beliebte Kletterberge haben oft mehrere Steige auf jeder Seite (siehe z. B. Rax, Hochkönig, Zugspitze). Regionale Bücher, Webseiten, Kletter- oder Wanderführer geben nähere Details zum Weg- und Höhenverlauf, zur Öffnungszeit von Berghütten und zu Wegzeiten. Es werden dort auch potentielle Notabstiege eingezeichnet und beschrieben.
Auch enge oder steile Wege durch eine Klamm oder zu anderen touristischen Sehenswürdigkeiten wie frühere Bergwerke, Naturlehrpfade, Wasserfälle usw. werden als Steige bezeichnet. Bei überregionaler Bedeutung sind sie fast immer mit Seilen, Stufen, Leitern oder kleinen Brücken gesichert.